# Espatlla d'Aneto
L'Espatlla d'Aneto és una muntanya de 3.350 m d'altitud, amb una prominència de 10 m, que es troba al massís de la Maladeta, província d'Osca (Aragó). És un avantcim al SE de l'Aneto.